# بيتر طوماس (لاعب كرة قدم بريطاني)
بيتر طوماس (بالإنجليزية: Peter Thomas) (20 نوفمبر 1944 في المملكة المتحدة - 19 يناير 2023) هو لاعب كرة قدم بريطاني في مركز حراسة المرمى. شارك مع منتخب جمهورية أيرلندا لكرة القدم. أما مع النوادي، فقد لعب مع درودا يونايتد وكوفنتري سيتي وووترفورد يونايتد وواشنطن ديبلومتس ولاس فيغاس كويكسيلفرز ‏ ونادي غالواي ‏ وساكرامنتو غولد ‏ وسَاكرامنتو غولد ‏ ويوتاه غولدن سبايكرز ‏ وغالواي يونايتد ‏.

## وصلات خارجية
- بيتر طوماس على موقع قاعدة بيانات كرة القدم.إي يو (الإنجليزية)